# Via della Spiga
La Via della Spiga es una calle del centro de Milán que une el Corso Venezia con la Via Manzoni. Considerada uno de los lados del quadrilatero della moda, es una de las zonas más lujosas de la ciudad, además de uno de los mayores centros de la alta moda a nivel mundial.

## Historia y características
El origen del nombre es incierto. Algunos estudiosos acreditan la descendencia del nombre de la familia Spighi, presente en Milán en los tiempos del último duque Francisco II Sforza, hijo menor de Ludovico Sforza y Beatriz de Este. Otros proponen reconducir el origen a la efigie de una espiga colocada delante de una taberna de la época. La tercera reconstrucción hace uso de una placa latina proveniente de la sucursal de las Ursulinas del Espíritu Santo. Spica, en latín, era un anagrama de pacis (paz). Reconstruido el edificio que albergaba a las Ursulinas, la placa desapareció.
Entre los edificios más importantes de la calle se puede citar:
- Palazzo Pertusati, en el número 24
- Casa Sola, en el número 25
- Palazzo Garzanti, en el número 30